# Foișorul de Foc
 (juillet 2016).
Foișorul de Foc, la Tour de Feu, est un bâtiment de Bucarest en Roumanie, de 42 mètres de hauteur. Il est situé entre Obor, Calea Moșilor et Nerva-Traian, à l'intersection de la rue Traian avec le boulevard Regele Ferdinand, jouxtant l'église Oborul-Vechi.Il se situe au centre de la place qui porte son nom et vers laquelle convergent les rues Vasile Stroescu, Iancu, Cavaler de Flondor, Zece Mese et Popp de Băsești. Autrefois, ce bâtiment servait de tour d'observation pour protéger la ville des incendies. La tour a été érigée en 1890, deux ans après que la précédente tour, Turnul Colței, construite en 1715, fut démolie. Les plans ont été réalisés par George Mandrea, qui était l'architecte en chef de Bucarest. 
La tour a été pensée comme un château d'eau, mais la compagnie locale d’approvisionnement en eau n'avait pas les moyens techniques suffisants pour pomper l'eau dans la tour. 
Foișorul de Foc a été utilisée par les pompiers jusqu'en 1935 (mais pas comme observatoire, car l'apparition du téléphone a rendu inutile la présence d'une tour de guet). Depuis 1963, Foișorul de Foc est devenu le Musée aux Pompiers.